# Batrachorhina orientalis
Batrachorhina orientalis là một loài bọ cánh cứng trong họ Cerambycidae.